# NGC 7709
NGC 7709 este o galaxie lenticulară situată în constelația Vărsătorul. A fost descoperită în 21 octombrie 1886 de către Lewis A. Swift.